# Ruda Strawczyńska
Ruda Strawczyńska – wieś w Polsce położona w województwie świętokrzyskim, w powiecie kieleckim, w gminie Strawczyn.
| SIMC    | Nazwa                  | Rodzaj    |
| ------- | ---------------------- | --------- |
| 0273933 | Czubacz                | część wsi |
| 0273940 | Faustynów              | część wsi |
| 0273956 | Janów-Jamy Faustowskie | część wsi |
| 0273962 | Poręby Janowskie       | część wsi |
| 0273979 | Zastawie               | część wsi |

W latach 1975–1998 miejscowość administracyjnie należała do województwa kieleckiego.